# Jason Meredith Reese

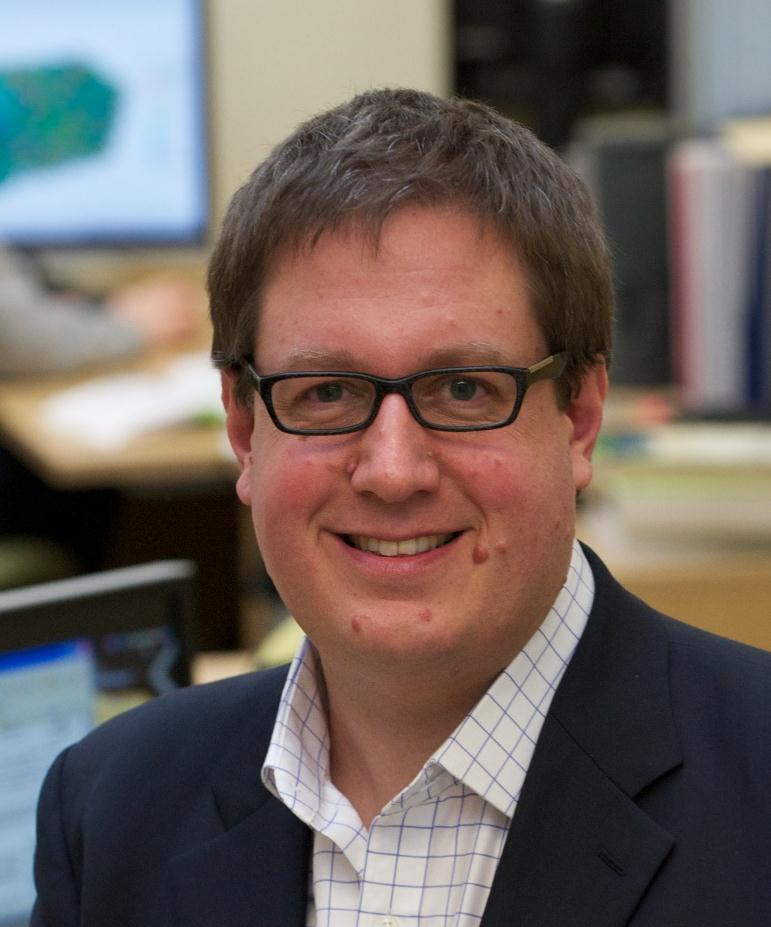
Jason Meredith Reese, 2010

Jason Meredith Reese (* 24. Juni 1967 in Wimbledon; † 8. März 2019) war ein britischer Ingenieurwissenschaftler und Hochschullehrer. Seit 2013 war er in der Nachfolge von Peter Mitchell Grant Regius Professor of Engineering an der University of Edinburgh. Reese spezialisierte sich auf Verhalten und Umgang mit Fluiden in extrem kleinen Bereichen.

## Leben
Jason Reese wurde 1967 als Sohn des Historikers Trevor Reese und dessen Frau Hilary Reese, geborene Charker, in Wimbledon geboren. Er schloss 1988 ein Physikstudium am Imperial College, London ab. 1993 schloss er seine Promotion an der University of Oxford mit einer Arbeit über Stoßwellen in verdünnten Gasen ab.
Nach postdoktoralen Forschungsaufenthalten in Berlin und Cambridge erhielt er seine erste Dozentenstelle an der University of Aberdeen, wo er von 1996 bis 2000 lehrte. Reese wechselte an das King’s College London, wo er zwei Jahre als ExxonMobile Fellow wirkte. Diese Phase schloss er ab, als er 2003 zum Weir Professor of Thermodynamics and Fluid Mechanics an der University of Strathclyde berufen wurde.
Mit der vollen Professur im Rücken baute Reese eine international anerkannte Forschergruppe an der University of Strathclyde auf, leitete für einige Zeit das Department of Mechanical and Aerospace Engineering und gründete das Scottish Universities Insight Institute. Daneben entwickelte er in dieser Zeit neuartige Computermodelle zur Berechnung des Verhaltens von Fluiden im Nanobereich.
Reese kehrte mit seiner Frau, der Historikerin und Professor of Gender History an der University of Glasgow, Alexandra Shepard, und ihrer gemeinsamen, 2007 geborenen Tochter zurück nach Schottland, wo sie sich in Glasgow niederließen. Seine Sommerfreizeit verbrachte er gerne auf den westlichen Inseln.
Nach zehn Jahren als Professor in Strathclyde wurde Reese 2013 als neunter Professor auf den Regius-Lehrstuhl der University of Edinburgh berufen. Zusätzlich zu diesem Amt wirkte er als Forschungsdirektor der School of Engineering. Er verfolgte seine Forschungen weiter und wurde 2018 zu einem Royal Academy of Engineering Chair in Emerging Technologies berufen, einer auf zehn Jahre angesetzten Forschungsaufgabe zur Entwicklung von Schlüsseltechnologien des 21. Jahrhunderts.
Reese verstarb unerwartet am 8. März 2019 im Alter von 51 Jahren.
Im Andenken an Reese und in Anerkennung seiner Leistungen im Aufbau der Multiscale Fluid Mechanics Group im Rahmen des Institute for Multiscale Thermofluids wurde nach seinem Tod einem Lehrstuhl mit Spezialisierung auf die Fluidtechnologie gegründet, dem Jason Reese Chair of Multiscale Fluid Mechanics.

## Forschung
Reeses Forschung veränderte das Verständnis von ingenieurtechnischer Verwaltung von Materie in ultra-kleinen Bereichen. Das äußert sich beispielsweise darin, dass das ungewöhnliche Verhalten von Gasen und Flüssigkeiten in solchen Größenordnungen neue Wasseraufbereitungslösungen eröffnet, die mit Nanotubes funktionieren, Nano-Beschichtungen, die den Reibungswiderstand von Schiffen, Raumkapseln beim Wiedereintritt in die Atmosphäre oder medizinischen Sonden für Diagnosechips reduzieren.
Seine Forschungsleistungen wurden durch eine Vielzahl von Auszeichnungen und Ehrungen gewürdigt. Die Royal Society of Edinburgh berief ihn zum Fellow. Gleiches taten die Royal Academy of Engineering, die Institution of Mechanical Engineers, das Institute of Physics und die American Physical Society. Er wurde mit dem Philip Leverhulme Prize für Ingenieurwissenschaften, dem Bruce-Preller Price Lecture sowie der Lord Kelvin Medal and Lecture der Royal Society of Edinburgh geehrt. 2016 wurde er mit einem Ehrendoktor der Jiaotong-Universität Xi’an ausgezeichnet.
Neben seinen universitären Aktivitäten war Reese 2002 Mitbegründer von Brinker Technology Ltd. einem erfolgreichen Techno-Startup, das 2012 mit dem Queen’s Award for International Trade ausgezeichnet wurde. Er war an verschiedenen Beratergruppen der schottischen Regierung und des Cabinet Office beteiligt. Darüber hinaus war er in den Gelehrtengesellschaften aktiv, in denen er Mitglied war.
Reese reiste häufig und hielt Gastprofessuren in Oxford, Cambridge und der Johns Hopkins University.

## Bibliographie

### Bücher
- 2008: Special issue on micro- and nanoscale flows: advancing the engineering science and design

### Artikel
- 2009: Switching criteria for hybrid rarefied gas flow solvers; mit Duncan A. Lockerby und Henning Struchtrup; doi:10.1098/rspa.2008.0497
- 2016: Electric fields can control the transport of water in carbon nanotubes; mit Konstantinos Ritos, Matthew K. Borg, Nigel J. Mottram; doi:10.1098/rsta.2015.0025
- 2016: Nanostructured carbon membranes for breakthrough filtration applications: advancing the science, engineering and design; mit Davide Mattia, Ben Corry, Duncan Lockerby und David Emerson; doi:10.1098/rsta.2015.0035